# Luka Juričić
Luka Juričić (Pula, 25. studenoga 1983.) je hrvatski kazališni, televizijski i filmski glumac. Juričić je autor TV serije "Dar mar".

## Filmografija

### Televizijske uloge
- "Stipe u gostima" kao prodavač (2011.)
- "Najbolje godine" kao Đuka Lotar (u mladim danima) (2011.)
- "Dome slatki dome" kao Srećko (2010.)
- "Odmori se, zaslužio si" kao Davor (2010.)
- "Dobre namjere" kao silovatelj (2008.)
- "Zauvijek susjedi" kao Blagoje (2008.)
- "Luda kuća" kao kleptoman (2007.)
- "Bitange i princeze" kao Anđelko (2005.) i policajac (2009.)

### Filmske uloge
- "Nije kraj" kao debeli unuk Žakline (2008.)
- "Pratioci" (2008.)
- "Šverceri hlapić" redatelj (1999.)

### Sinkronizacija
- "Arthur" (2009.)
- "Divlji valovi" (2007.)

## Redatelj i autor
- "Dar mar" autor (2020. – 2021. )
- "Šverceri hlapić" redatelj (1999.)

## Vanjske poveznice
- Luka Juričić u internetskoj bazi filmova IMDb-u (engl.)
- Stranica na Mala-scena.hr  Arhivirana inačica izvorne stranice od 2. srpnja 2013. (Wayback Machine)